# Рейс Імбоден
Рейс Імбоден (англ. Race Imboden; нар. 17 квітня 1993 року, Тампа, США) — американський фехтувальник на рапірах, бронзовий призер Олімпійських ігор 2016 та 2020 року в командній рапірі, чемпіон світу.

## Виступи на Олімпіадах
| Олімпіада           | Дисципліна           | Місце |
| ------------------- | -------------------- | ----- |
| Лондон 2012         | індивідуальна рапіра | 9     |
| Лондон 2012         | командна рапіра      | 4     |
| Ріо-де-Жанейро 2016 | командна рапіра      | 3     |
| Токіо 2020          | командна рапіра      | 3     |